# غوان الأعالي
غوان الأعالي (الاسم العلمي: Penelopina nigra) هو نوع من الطيور يتبع جنس الغوان صغير من فصيلة القرازية.